# Királd megállóhely
Királd megállóhely egy megszűnt, fénykorában négyvágányos magyarországi vasúti megállóhely volt Borsod-Abaúj-Zemplén vármegyében. A megállóhelyet, mely nagyjából a község középső részén létesült, a 2525-ös út közelében, a MÁV üzemeltette.
Kiskapud és Sajómercse megállóhelyek között helyezkedett el a 87-es számú Eger–Putnok-vasútvonalon.
A következő táblázatban a lezárás előtt közlekedő vonatokkal kapcsolatos információk találhatók.
| útvonal             | típus        | gyakoriság                 |
| Szilvásvárad-Putnok | személyvonat | napi 2 pár (nyáron napi 4) |

Nyáron azért volt szükség 4 pár vonatra, mert ilyenkor sok turista járt vonattal errefelé.

## Járművek
A lezárás előtt általában Bzmot motorkocsik vagy Mdmot motorvonatok közlekedtek.

## Története
Az állomás épületét 1908-ban a Helyi Érdekű Vasút III. típusterve alapján építették. 1960 és 1980 között szinte teljesen átépítették, lapostetőssé alakították át, és a nyílászárók elhelyezési rendjét is módosították.
Vágányrendszerét tekintve az állomás négyvágányos volt, amelyből a második volt az átmenő vágány; működésének időszakában már csak azt használták. A rakodási célú vágányokhoz, az 1967-es megszüntetése előtt egy keskeny (600 milliméteres) nyomtávú bányavasút csatlakozott a közeli királdi szénbánya felől, így az állomáson gyakran fordultak elő tehervonatok. A szénbánya megszűnését követően a teherforgalom is lecsökkent. Miután pedig 2009-ben megszüntették a forgalmat a vonal Szilvásvárad és Putnok közötti szakaszán, a megállóhelyet érintő minden vonatközlekedés leállt (az utolsó vonat 2009. december 13-án közlekedett, azóta az állomás használaton kívül van). 2016-ban a korábbi felvételi épületet értékesítették, azóta – részlegesen felújított állapotban – magánlakásként funkcionál.